# Большеелгинское сельское поселение
Большеелгинское се́льское поселе́ние (тат. Олы Елга авыл җирлеге) — муниципальное образование в Рыбно-Слободском районе Республики Татарстан.
Административный центр — село Большая Елга.

## История
- 1918 год — образован Большеелгинский сельский Совет в составе Масловской волости Лаишевского уезда Казанской губернии.
- 1927 год — в составе Рыбно-Слободского района.
- 1962 год — присоединение Русско-Ошнякского сельсовета с населёнными пунктами: с. Сорочьи Горы, с. Масловка, п. Камский. Сельсовет именуется Сорочье-Горским и входит в состав Пестречинского района.
- 1965 год — сельсовет переименован в Большеелгинский в составе Рыбно-Слободского района, а с. Масловка перешло в Русско-Ошнякский сельсовет.
- Октябрь 1977 года — Большеелгинский сельский Совет народных депутатов.
- 5 марта 1995 года — выборы депутатов в Советы местного самоуправления. С этой даты — Большеелгинское местное самоуправление.
- 2001 год — Большеелгинское местное самоуправление разукрупнено на два местных самоуправления: Большеелгинское и Сорочье-Горское
- 16 октября 2005 года — выборы депутатов Большеелгинского сельского поселения. С этой даты — Большеелгинское сельское поселение[2].
- 18 октября 2013 года — Большеелгинское сельское поселение преобразовано путём присоединения к нему Сорочье-Горского сельского поселения[3].

## Население
| 2010  | 2011  | 2012  | 2013  | 2014  | 2015  | 2016  |
| ----- | ----- | ----- | ----- | ----- | ----- | ----- |
| 1052  | ↘1046 | →1046 | ↘1023 | ↗1069 | ↘1049 | ↘1040 |
| 2017  | 2018  |       |       |       |       |       |
| ↘1038 | ↗1046 |       |       |       |       |       |

## Состав сельского поселения
| № | Населённый пункт | Тип населённого пункта       | Население |
| - | ---------------- | ---------------------------- | --------- |
| 1 | Большая Елга     | село, административный центр |           |
| 2 | Камский          | посёлок                      |           |
| 3 | Сабакаево        | деревня                      |           |
| 4 | Сорочьи Горы     | село                         |           |

## Экономика
Агрофирма «Кама-Агро», специализирующаяся на производстве молока и мяса, а также выращивании зерновых и кормовых культур

## Религиозные объекты
- Мечеть в с. Большая Елга.
- Мечеть в д. Сабакаево.

## Люди, связанные с поселением
- Народный артист Республики Татарстан Билалов Зуфар Зиятдинович
- Член Союза композиторов Республики Татарстан Мингалиев Габдразак Нургалиевич